# 加藤隆太郎

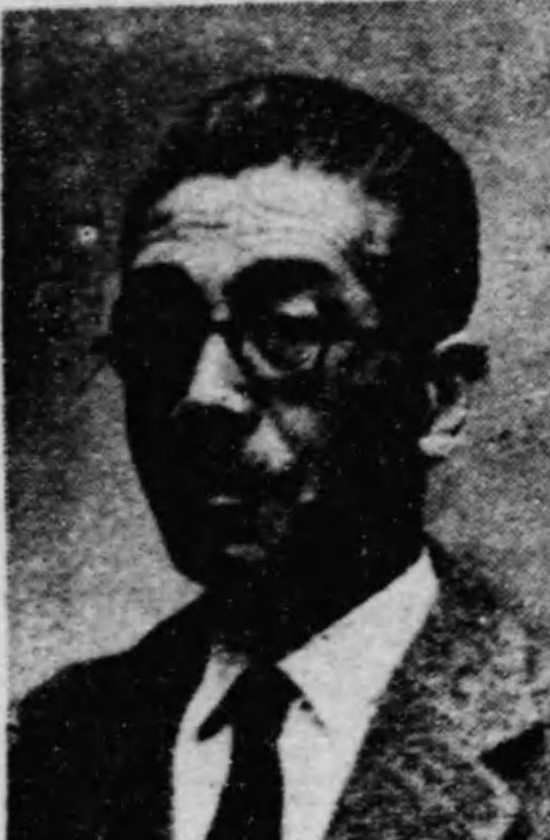
加藤隆太郎

加藤 隆太郎（かとう りゅうたろう、1887年（明治20年）3月26日 – 1973年（昭和48年）12月31日）は、明治末から昭和期の実業家、政治家。衆議院議員（2期）。板橋区から練馬区の独立に貢献した。

## 経歴
東京府北豊島郡上土支田村（石神井村大字上土支田、大泉村大字上土支田、板橋区東大泉町、練馬区東大泉町を経て現東京都練馬区東大泉）で、農業・加藤信太郎、だい の第2子、長男として生まれる。1901年（明治34年）3月、大泉村立泉小学校（現練馬区立大泉小学校）高等科3学年を修了し東京府立第二中学校（現東京都立立川高等学校）に進んだが、病のため1902年（明治35年）11月に中退した。家業の肥料商を手伝い、1906年（明治39年）4月から私立正則予備学校、同英語学校（現正則学園高等学校）で学んだ。同年12月、現役志願し横須賀海兵団に入団し、南清艦隊旗艦浪速乗組となり上海を根拠地として1年間常駐するなど、海軍で4年間勤めて1910年（明治43年）11月に満期帰郷した。
1911年（明治44年）11月、父の了解を得て家業の肥料商を農産加工業に転換し、「清正」で始まる商品名の漬物の販売が成功して事業を拡大し、東京漬物問屋組合副組合長に就任した。1922年（大正11年）12月、大原簿記学校商業速成科で学んだ。1925年（大正14年）4月、武蔵野缶詰（株）を設立。1936年（昭和11年）4月、武蔵野缶詰を解散し印刷業を創業。1949年（昭和24年）8月、新東印刷（株）を設立し代表取締役に就任した。
大泉村の消防組第1部長に就任。1924年（大正13年）同村青年団長となり、同年8月、大泉村会議員に選出され3期在任。1931年（昭和6年）11月、大泉村名誉職助役となり、1932年（昭和7年）3月、村長職務代行を務め、大泉村、練馬町、石神井村、志村、赤塚村など8か町村で合併して一区独立を構想したが成立せず、東京市に編入され板橋区が設置された。1932年（昭和7年）11月、板橋区会議員に選出され3期在任し、同副議長、同議長も務めた。1939年（昭和14年）4月、東京府会議員板橋補欠選挙で当選。1942年（昭和17年）6月、東京市会議員に当選。1943年（昭和18年）9月、東京都議会議員に選出され、1944年（昭和19年）1月の第1回東京都議会通常会で練馬区の創設を提唱した。同年4月、大泉農業会長となり、同年5月、石神井川耕地整理組合長に就任した。
1946年（昭和21年）2月、練馬区設置期成会が結成され会長に就任し、積極的に活動したが、同年12月、過労で病のため2ヶ月ほど静養を余儀なくされた。1947年（昭和22年）3月、東京都35区から22区に再編された際には練馬区は設置されなかったが、同年8月に練馬区が成立した。
国政では、1946年4月の第22回衆議院議員総選挙に東京都第1区から日本進歩党公認で立候補して落選。1947年（昭和22年）4月の第23回総選挙に東京都第5区から日本自由党公認で出馬して初当選し、1949年（昭和24年）1月の第24回総選挙で民主自由党公認で出馬して再選され、衆議院議員に連続2期在任した。この間、第3次吉田内閣電気通信政務次官、日本自由党幹事などを務めた。その後、第25回、第26回総選挙に立候補したが、いずれも落選した。1955年（昭和30年）練馬区長選挙に立候補したが須田操に敗れて政界を引退した。
その後、資産を投じて財団法人加藤教育振興会を設立して育英事業に携わった。また、1957年（昭和32年）には日本大学会計学研究所で1年間の課程で学んだ。1959年（昭和34年）6月に自由民主党を離党した。
1965年（昭和40年）春の叙勲で勲三等旭日中綬章受章。
1973年（昭和48年）12月31日死去、86歳。死没日をもって正五位に叙され、銀杯一組を賜った。

## 著作
- 『風雪八十年』高陵社書店、1969年。

## 伝記
- 加藤隆太郎翁頌徳会編『加藤隆太郎翁』加藤隆太郎翁頌徳会、1959年。